# Deltochilum violetae
Deltochilum violetae là một loài bọ cánh cứng trong họ Bọ hung (Scarabaeidae).